# 寿三郎
寿三郎（じゅさぶろう、文化10年（1813年） - 没年不詳）は、江戸時代の漂流民。肥後国玉名郡坂下（現・熊本県南関町）出身。

## 生涯
天保5年（1834年）、同郷・肥後国出身の庄蔵の船で天草を出航し長崎へ向かうが、途中で嵐に遭って庄蔵ら3名とともにスペイン領のルソン島へ漂流する。
その後、現地で保護を受けて、天保8年（1837年）スペイン船でスペイン領マカオに移り、同じくアメリカに漂流していた音吉ら3名と合流する。同年、帰国するためにアメリカ商船のモリソン号で浦賀へ向かうが、異国船打払令のため失敗。続いて薩摩山川港では庄蔵と上陸を果たすが、結局帰国は叶わなかった。
その後はマカオで庄蔵と余生を送り、嘉永ころまでには没したという。

## 演じた人物
- 北山雄一郎（NHK大河ドラマ「篤姫」、2008年）